# Geissorhiza hesperanthoides
Geissorhiza hesperanthoides là một loài thực vật có hoa trong họ Diên vĩ. Loài này được Schltr. miêu tả khoa học đầu tiên năm 1899.